# Línea 9 (Dbus)
La línea 9 de Dbus conecta el centro con el barrio de Egia y la zona sur de Intxaurrondo, pasando por el cementerio de Polloe.
La línea 9 en sus comienzos era un tranvía que unía el centro de la ciudad con la estación del Norte, que fue abierta el mismo año que la estación, en 1888. Fue la línea 10 la que a partir de 1953 empezó a hacer un recorrido parecido a la actual línea 9. Al confluir ambos recorridos, en 1960 ambas líneas se fusionaron, quedando la línea que conocemos hoy en día.
En 2016, con la apertura de la nueva estación de autobuses junto a la del ferrocarril, la compañía puso en marcha una línea, la 44, que hacía prácticamente el mismo recorrido que la línea original. Fue clausurada meses más tarde por su poco uso y rentabilidad.
La línea B3 cubre la zona por las noches.

## Paradas

### Hacia Baratzategi 21
- Boulevard 15 5 8 13 21 25 26 28 29 31 42
- Libertad 15 29 42
- Juzgados 42
- Tabakalera 42
- Egia 24 42
- Ametzagaina 14 24 42
- Mª Reina 24
- Polloe
- Tolaregoia
- Beharko
- Galizia 18 29
- Galizia 28 29
- Bustintxulo 29
- Baratzategi 21 29

### Hacia Boulevard 15
- Baratzategi 21 29
- Txara II 27 29 33
- Zarategi 71 27 29 33
- Mons 77 27 33
- Cocheras Dbus 27 29 33 41
- Matigotxotegi 27 41
- Virgen del Carmen 65 27 41 42
- Virgen del Carmen 43 27 41
- Virgen del Carmen 3 27 41
- Frantziskotarrak 41
- Duque de Mandas 3 41
- Euskadi Plaza 36 41
- Libertad 6 8 14
- Boulevard 15 5 8 13 21 25 26 28 29 31 42